# ToddWorld
ToddWorld é uma série de animação infantil estadunidense-britânico-indiano-irlandês produzida pela Taffy Entertainment, Mike Young Productions, HIT Entertainment, ToddWorld Inc., Telegael, DQ Entertainment e Discovery Kids sobre as aventuras de um menino chamado Todd e seus amigos. A série teve duas temporadas. 
Em Portugal, as temporadas foram exibidas em canal aberto na RTP2. Também foi exibida no Canal Panda, mas a segunda temporada nunca foi exibida.  
No Brasil o desenho foi transmitido pelo Discovery Kids Entre 3 de janeiro de 2005 até o dia 16 de janeiro de 2009.
O Mundo de Todd apresenta o estilo artístico dos livros infantojuvenis de Todd Parr, e foi criado por Todd Parr e escrito por Gerry Renert de Suppertime Entertainmenet.   A série foi produzida por Taffy Entertainment, Mike Young Productions, HIT Entertainment, ToddWorld Inc., Telegael, DQ Entertainment e Discovery Kids. O programa é notável por suas linhas arrojadas e cores brilhantes. Cada episódio de dez minutos transmite uma mensagem sobre tolerância, diversidade e aceitação. Ele ganhou muitos prêmios e foi nomeado para muitos outros também.

## Tema da série
- No idioma inglês o tema foi cantado por Smokey Robinson.

- Em português o tema foi cantado por Bárbara Lourenço e Sandra Castro.

## Personagens
- Todd: Um menino de pele azul que tem uma grande imaginação e seu maior medo é o escuro.
- Benny: O cachorro falante de Todd.
- Pickle: Um cara alto, com pele verde que ama o circo e seu maior medo é ir ao médico.
- Sophie: Uma garota inventora que pode voar balançando seus cabelos e seu maior medo é aranhas.
- Mitzi: O gato de Sophie, que é vegetariano e ama dançar.
- Stella: Uma aspirante a estrela, que tem suas orelhas de cor diferente e seus maiores medos são trovões e relâmpagos.
- Ralph: Um porco-espinho roxo que gosta de pintar.
- Hector: Um hipopótamo de cor verde.
- Os Gusaninis: As minhocas de Pickle que adoram circos. Os Gusaninis fazem coisas parecidas a Stella e se dão muito bem com ela e Franyezca.
- Vark: Um alienígena verde com três olhos.
- Os cachorros: Pinky, Oswald e Jake são três cachorros que vivem com Mitzi (Sua mãe) e Sophie.
- Assante: Um crocodilo que toca saxofone.
- Julian: Um menino com deficiência que gosta de desenhar em seu livro.

## Lista dos episódios

### Temporada 1 (2004–06)
1. Todd constrói um forte - 28 de junho de 2004
2. As orelhas de Stella - 29 de junho de 2004
3. A hora de Todd - 30 de junho de 2004
4. As meias de Pickle - 1 de julho de 2004
5. O problema de Pickle - 2 de julho de 2004
6. Balance meu mundo - 5 de julho de 2004
7. O parceiro de Prickly - 6 de julho de 2004
8. A visão da minhoca - 7 de julho de 2004
9. A mãe canguru - 8 de julho de 2004
10. A armadilha de sorvete de Vênus - 9 de julho de 2004
11. O clube de Stella - 23 de agosto de 2004
12. Está tudo bem se perder as luvas - 27 de setembro de 2004
13. Venha até a minha casa - 11 de outubro de 2004
14. A sensação de vazio de Sophie - 8 de novembro de 2004
15. Quem é seu melhor amigo? - 16 de abril de 2007
16. O amigo fingido - 17 de abril de 2007
17. O pesadelo de Stella - 18 de abril de 2007
18. Não há lugar no mundo melhor que o nosso lar - 19 de abril de 2007
19. Todd toma uma posição - 20 de abril de 2007
20. O brinquedo perdido - 10 de setembro de 2007
21. Um amigo colorido - 12 de setembro de 2007
22. O esquecimento de Lotta - 13 de setembro de 2007
23. Está tudo bem em dizer não a coisas ruins - 14 de setembro de 2007
24. O grande invento de Sophie - 29 de outubro de 2007
25. Paz e amor - 17 de novembro de 2008
26. O festival - 18 de novembro de 2008

## Produtores da série
- Taffy Entertainment PLC (Produtor)
- MikeYoung Productions Inc. (Produtor)
- ToddWorld Inc. (SupperTime Entertainment) (Produtor)
- HiT Entertainment (Productor)
- Telegael Media Group (Produtor)
- DQ Entertainment (Produtor)
- Discovery Kids (Produtor)
- Curiosidade: Esta série foi cancelada nos EUA durante o terremoto no Haiti.

## Dobragem Portuguesa
- Tradução: Ana Seoane, Teresa Alexandre
- Cantores: Bárbara Lourenço, Sandra Castro
- Direcção de dobragem: Luís Lavajo
- Vozes: Bárbara Lourenço, Mário Bomba, Paula Pais, Rómulo Fragoso, Sandra Castro, Tiago Retrê
- Uma produção RTP Meios de Produção
- Executada por: Santa Claus Audiovisual